# نوریکو اوهارا
نوریکو اوهارا (به ژاپنی: (戸部 法子, Tobe Noriko); ۲ اکتبر ۱۹۳۵ – ۱۲ ژوئیهٔ ۲۰۲۴) صداپیشگی در ژاپن، بازیگر، و بازیگر خردسال اهل ژاپن بود. وی بین سال‌های ۱۹۵۵ تا ۲۰۲۴ میلادی فعالیت می‌کرد.
از فیلم‌ها یا برنامه‌های تلویزیونی که وی در آن نقش داشته است می‌توان به یاترمن اشاره کرد.